# Bisdom Garissa
Het bisdom Garissa (Latijn: Dioecesis Garissaensis) is een rooms-katholiek bisdom met als zetel Garissa, in Kenia. Het bisdom is suffragaan aan het aartsbisdom Mombasa. 

## Geschiedenis
Het bisdom werd opgericht op 9 december 1976, als de apostolische prefectuur Garissa, uit delen van de bisdommen Mombasa en Meru. Op 3 februari 1984 werd het verheven tot bisdom, en was suffragaan aan het aartsbisdom Nairobi. Op 21 mei 1990 veranderde het van kerkprovincie en werd suffragaan aan het nieuw verheven aartsbisdom Mombasa. Op 2 juni 2000 verloor het gebied bij de oprichting van het bisdom Malindi. 

## Parochies
Het bisdom had in 2023 een oppervlakte van 142,702 km2 en telde 1.139.660 inwoners waarvan 0,7% rooms-katholiek was.

## Ordinarii

### Prefecten
- Leo Joseph White (9 december 1976 - 1984)

### Bisschoppen
- Paul Darmanin (3 februari 1984 - 8 december 2015)
- Joseph Alessandro (8 december 2015 - 17 februari 2022; coadjutor sinds 29 juni 2012)
- George Muthaka (17 februari 2022 - heden)